# Minarett der Dschuma-Moschee

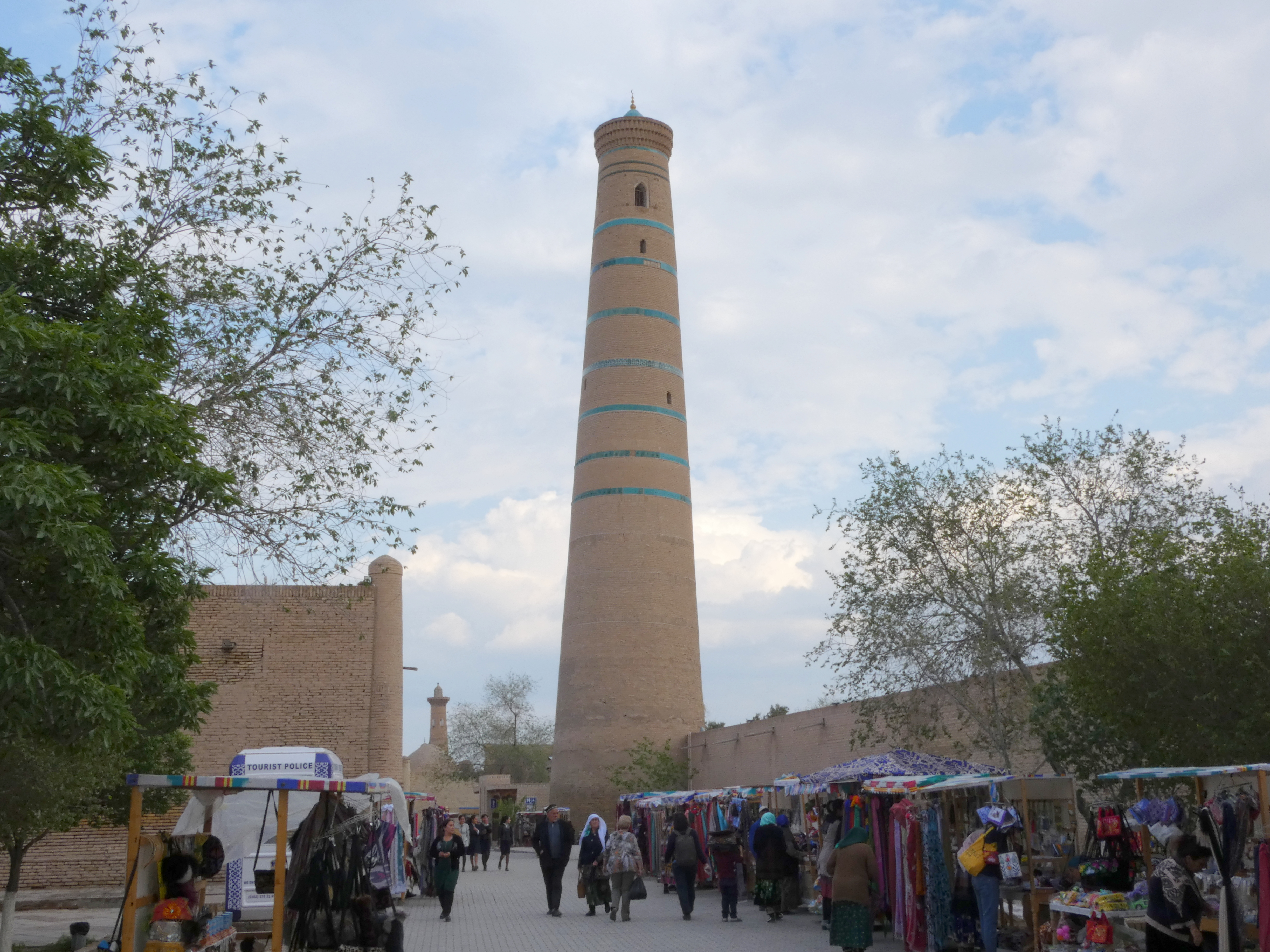
Das Minarett von Westen

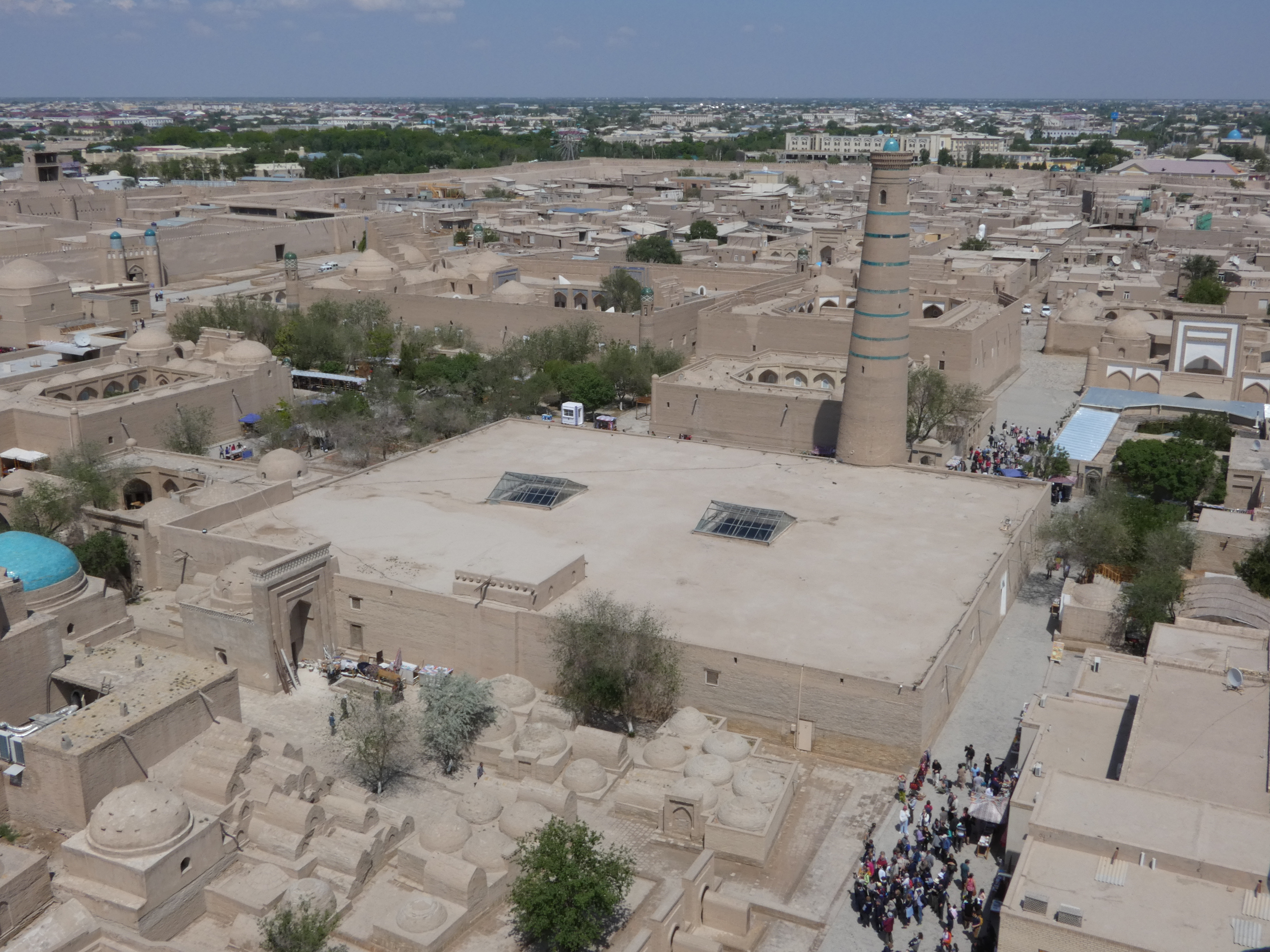
Die Dschuma-Moschee mit ihrem Ziegelminarett

Das Minarett der Dschuma-Moschee ist ein Minarett in Chiwa, in der historischen Altstadt Ichan Qalʼа. Es gehört zur Dschuma-Moschee und ist Teil des UNESCO-Welterbes.

## Bauwerk
Das Minarett steht unmittelbar an der Nordseite der Dschuma-Moschee. Es handelt sich um ein Ziegelminarett mit Zonendekor. An der Basis hat das Minarett einen Durchmesser von 6,2 Metern. Es ist 32,5 Meter hoch. Die Spitze markiert eine achtbogige Laterne mit Muqarnas (Stalaktitengesims) und einer Kuppel. Das Minarett wurde anstelle eines im 17. Jahrhundert eingestürzten errichtet. Es wurde zum Ende des 18. Jahrhunderts mit dem Bau oder der Rekonstruktion der Dschuma-Moschee durch Abdurrahman Minchar, einen Würdenträger, und mit Billigung des Herrschers Evez Muhammad (Regierungszeit 1790 bis 1804) errichtet.
In Chiwa befinden sich fünf Minarette auf einer Ost-West-Achse, der sogenannten Sonnenlinie, im Abstand von etwa 200 Metern. Das Minarett der Dschuma-Moschee befindet sich in der Mitte. Westlich steht Kalta Minor und das Minarett des Shah-Kalandar-Bobo-Komplexes, östlich das Minarett des Komplexes Said Scheliker Bei und das Minarett Palwan Kari.